# 553 Kundry
553 Kundry

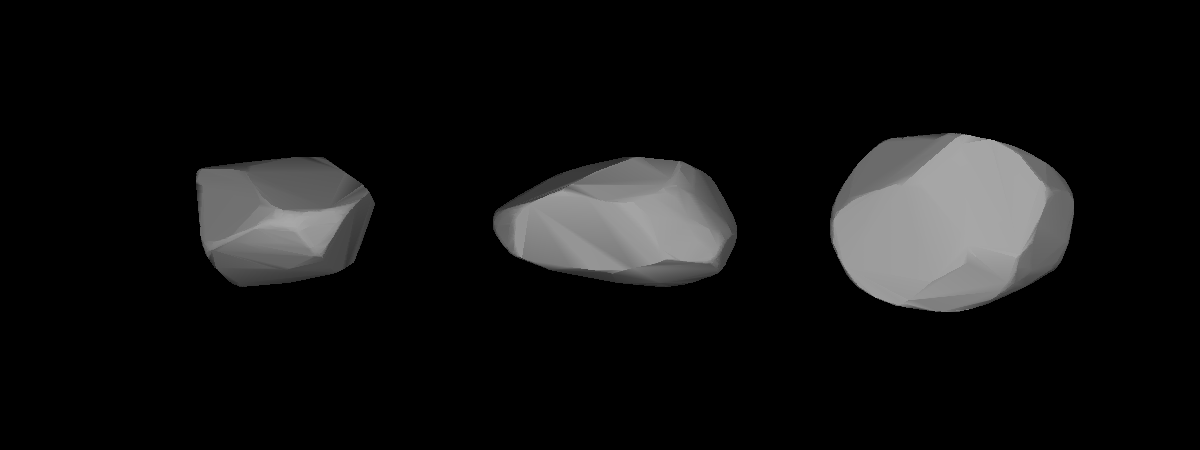
Mô hình 3D của 553 Kundry

553 Kundry là một tiểu hành tinh ở vành đai chính. Nó được xếp loại tiểu hành tinh kiểu S và thuộc nhóm tiểu hành tinh Flora. Nó có thời gian quay vòng là 12.605 giờ.
Tiểu hành tinh này do Max Wolf phát hiện ngày 27.12.1904 ở Heidelberg, và được đặt theo tên
Kundry, nhân vật trong vở opera Parsifal của Richard Wagner.